# Europese kampioenschappen boogschieten 2015 (indoor)
De Europese kampioenschappen indoorboogschieten 2015 waren door de World Archery Europe (WAE) georganiseerde kampioenschappen voor boogschutters. De vijftiende editie van de Europese kampioenschappen vond plaats in het Sloveense Koper van 24 tot en met 28 februari 2015.

## Resultaten

### Recurve

#### Individueel
|        | Heren               | Dames                    |
| ------ | ------------------- | ------------------------ |
| Goud   | Heorhiy Ivanytskyy  | Veronika Haidn-Tschalova |
| Zilver | Massimiliano Mandia | Khatuna Narimanidze      |
| Brons  | Felix Wieser        | Lisa Unruh               |

#### Team
|        | Heren                                                 | Dames                                                 |
| ------ | ----------------------------------------------------- | ----------------------------------------------------- |
| Goud   | Jan Van Tongeren Rick van der Ven Sjef Van den Berg   | Veronika Haidn-Tschalova Lisa Unruh Karina Winter     |
| Zilver | Massimiliano Mandia Matteo Fissore Marco Morello      | Khatuna Narimanidze Kristine Esebua Yulia Lobzhenidze |
| Brons  | Aleksei Nikolaev Alexander Kozhin Bair Tsybekdorzhiev | Giulia Mammi Manuela Mercuri Chiara Rebagliati        |

### Compound

#### Individueel
|        | Heren           | Dames               |
| ------ | --------------- | ------------------- |
| Goud   | Sergio Pagni    | Sarah Prieels       |
| Zilver | Stephan Hansen  | Natalia Avdeeva     |
| Brons  | Mike Schloesser | Anastasia Anastasio |

#### Team
|        | Heren                                                      | Dames                                                              |
| ------ | ---------------------------------------------------------- | ------------------------------------------------------------------ |
| Goud   | Mike Schloesser Ruben Bleyendaal Peter Elzinga             | Natalia Avdeeva Mariia Vinogradova Albina Loginova                 |
| Zilver | Sebastien Brasseur Sebastien Peineau Pierre-Julien Deloche | Anastasia Anastasio Marcella Tonioli Viviana Spano                 |
| Brons  | Stephan Hansen Martin Damsbo Andreas Darum                 | Martine Stas-Couwenberg Inge Enthoven-Mokkenstorm Inge van der Ven |